# سعيد إسماعيلي
سعيد إسماعيلي ليفيسي ( الفارسية: سعید اسماعیلی ؛ من مواليد 15 يوليو 2003)  هو مصارع يوناني روماني إيراني. كان ممثل إيران في وزن 67 كج للرجال في المصارعة اليونانية الرومانية في دورة الألعاب الأولمبية الصيفية 2024، وحصل على الميدالية الذهبية.    